# 20646 Nikhilgupta
20646 Nikhilgupta este un asteroid din centura principală de asteroizi.

## Descriere
20646 Nikhilgupta este un asteroid din centura principală de asteroizi. A fost descoperit pe 7 octombrie 1999 la Socorro, New Mexico, în cadrul proiectului LINEAR. Asteroidul prezintă o orbită caracterizată de o semiaxă mare de 3,00 ua, o excentricitate de 0,06 și o înclinație de 1,7° în raport cu ecliptica.